# François Perrot (homme politique)
Pour les articles homonymes, voir François Perrot et Perrot.
François Perrot, né le 31 mai 1939 à Saint-Léger-des-Vignes en France, est un homme politique français.

## Biographie
Suppléant de Christian Paul, il le remplace au début des années 2000 lorsque celui-ci est nommé secrétaire d'État chargé de l'Outre-mer au sein du gouvernement Jospin. Il est le père du député nivernais Patrice Perrot (La République en marche), vainqueur en 2017 d'un second tour face à Christian Paul.

## Détail des fonctions et des mandats
Mandats locaux
- 1995 - 2000 : Maire de Decize
- 1992 - 1998 : Conseiller général du canton de Decize
- 1998 - 2004 : Conseiller général du canton de Decize

Mandat parlementaire
- 30 septembre 2000 - 18 juin 2002 : Député de la 3e circonscription de la Nièvre